# Réez-Fosse-Martin
Réez-Fosse-Martin è un comune francese di 172 abitanti situato nel dipartimento dell'Oise della regione dell'Alta Francia.

## Società

### Evoluzione demografica
Abitanti censiti